# Văn Yên (huyện cũ)
Văn Yên là một huyện cũ thuộc tỉnh Hải Hưng.
Huyện được thành lập vào ngày 11 tháng 3 năm 1977, trên cơ sở hợp nhất 2 huyện Văn Giang và Yên Mỹ.
Phía Bắc giáp huyện Gia Lâm, thành phố Hà Nội và huyện Văn Mỹ; phía Nam giáp huyện Khoái Châu; phía Đông giáp huyện Ân Thi; phía Tây giáp huyện Thanh Trì, thành phố Hà Nội và huyện Thường Tín, tỉnh Hà Sơn Bình.
Đơn vị hành chính của huyện Văn Yên gồm 28 xã: Cửu Cao, Đồng Than, Giai Phạm, Hoàn Long, Liên Nghĩa, Liêu Xá, Long Hưng, Lý Thường Kiệt, Mễ Sở, Minh Châu, Nghĩa Hiệp, Nghĩa Trụ, Ngọc Long, Phụng Công, Thanh Long, Thắng Lợi, Trai Trang, Trung Hòa, Trung Hưng, Tân Lập, Tân Tiến, Tân Việt, Văn Phúc, Việt Cường, Vĩnh Khúc, Xuân Quan, Yên Hòa, Yên Phú.
Ngày 24 tháng 2 năm 1979, Hội đồng Chính phủ ban hành Quyết định 70-CP năm 1979 về việc giải thể huyện Văn Yên. Theo đó, 14 xã của huyện Văn Yên (gồm phần lớn huyện Yên Mỹ cũ) sáp nhập với huyện Văn Mỹ thành huyện Mỹ Văn, 14 xã còn lại (gồm phần lớn huyện Văn Giang cũ) sáp nhập với huyện Khoái Châu thành huyện Châu Giang.
Tuy nhiên, ngày 24 tháng 7 năm 1999, các huyện Yên Mỹ và Văn Giang được tái lập với địa giới hành chính như cũ.